# Acrobasis pyrrhella
Acrobasis pyrrhella is een vlinder van de familie van de snuitmotten (Pyralidae). De wetenschappelijke naam van deze soort is voor het eerst voorgesteld als Gaana pyrrhella door Rolf-Ulrich Roesler in een publicatie uit 1982.
De soort komt voor op Madagaskar.